# فیش مونی
ماریا مرسدس "فیش" مونی یک شخصیت داستانی است که توسط برونو هلر تهیه کننده و فیلمنامه نویس سریال گاتهام به طور انحصاری برای این سریال ساخته شده است و توسط بازیگر جادا پینکت اسمیت نقش آفرینی شده است. او در آخرین قسمت از فصل اول گاتهام اسوالد کابلپات اورا میکشد و در قسمت بیست و یکم فصل دوم سریال هوگو استرنج، اورا با قدرتهای ویژه زنده میکند. 

## توسعه
پینکت اسمیت برای بازی دراین شخصیت از خیلی شخصیت ها الهام گرفت مانند: شخصیت داستانی نورما دزموند از فیلم سانست بلوار که در سال ۱۹۵۰، توسط گلوریا سوانسون نقش آفرینی شد؛ و گرسیدا بلانکو ، که یکی از اعضای گروه کارتل مدئین بود. 

## قدرت ها و توانایی ها
پس از قیام وی توسط هوگو استرنج در نزدیکی پایان فصل ۲ گاتهام ، مانی، توانایی کنترل افراد را فقط با لمس کردن دستش بدست میاورد. 